# Mayville (Míchigan)
Mayville es una villa ubicada en el condado de Tuscola en el estado estadounidense de Míchigan. En el Censo de 2010 tenía una población de 950 habitantes y una densidad poblacional de 317,85 personas por km².

## Geografía
Mayville se encuentra ubicada en las coordenadas 43°20′9″N 83°21′3″O / 43.33583, -83.35083. Según la Oficina del Censo de los Estados Unidos, Mayville tiene una superficie total de 2.99 km², de la cual 2.94 km² corresponden a tierra firme y (1.73%) 0.05 km² es agua.

## Demografía
Según el censo de 2010, había 950 personas residiendo en Mayville. La densidad de población era de 317,85 hab./km². De los 950 habitantes, Mayville estaba compuesto por el 96.11% blancos, el 0.53% eran afroamericanos, el 0.21% eran amerindios, el 0.21% eran asiáticos, el 0% eran isleños del Pacífico, el 0.53% eran de otras razas y el 2.42% pertenecían a dos o más razas. Del total de la población el 2.53% eran hispanos o latinos de cualquier raza.